# Lijst van Amerikaanse ambassadeurs in Nederland
Lijst van Amerikaanse ambassadeurs in Nederland
| #  | Naam                          | Soort                                         | Van               | Tot               |
| -- | ----------------------------- | --------------------------------------------- | ----------------- | ----------------- |
| 1  | John Adams                    | Gevolmachtigd minister                        | 19 april 1782     | 30 maart 1788     |
| 2  | William Livingston            | Gevolmachtigd minister                        | [ a ]             | [ a ]             |
| 3  | John Rutledge                 | Gevolmachtigd minister                        | [ a ]             | [ a ]             |
| 4  | William Short                 | Gevolmachtigd minister                        | 18 juni 1792      | 19 december 1792  |
| 5  | John Quincy Adams             | Gevolmachtigd minister                        | 6 november 1794   | 20 juni 1797      |
| 6  | William Vans Murray           | Gevolmachtigd minister                        | 20 juni 1797      | 2 september 1801  |
| 7  | William Eustis                | Buitengewoon gezant en gevolmachtigd minister | 20 juli 1815      | 5 mei 1818        |
| 8  | Alexander H. Everett          | Zaakgelastigde                                | 4 januari 1819    | 7 april 1824      |
| 9  | Christopher Hughes            | Zaakgelastigde                                | 10 juli 1826      | 28 januari 1830   |
| 10 | William Pitt Preble           | Buitengewoon gezant en gevolmachtigd minister | 28 januari 1830   | 2 mei 1831        |
| 11 | Auguste Davezac               | Zaakgelastigde                                | 30 december 1831  | 13 juli 1839      |
| 12 | Harmanus Bleecker             | Zaakgelastigde                                | 13 juli 1839      | 22 augustus 1842  |
| 13 | Christopher Hughes            | Zaakgelastigde                                | 22 augustus 1842  | 28 juni 1845      |
| 14 | Auguste Davezac               | Zaakgelastigde                                | 28 juni 1845      | 16 september 1850 |
| 15 | George Folsom                 | Zaakgelastigde                                | 16 september 1850 | 11 oktober 1853   |
| 16 | August Belmont                | Zaakgelastigde                                | 11 oktober 1853   | 26 september 1854 |
| 16 | August Belmont                | Minister-resident                             | 26 september 1854 | 22 september 1857 |
| 17 | Henry C. Murphy               | Minister-resident                             | 24 september 1857 | 8 juni 1861       |
| 18 | James S. Pike                 | Minister-resident                             | 8 juni 1861       | 29 mei 1866       |
| 19 | Daniel E. Sickles             | Minister-resident                             | [ a ]             | [ a ]             |
| 20 | John A. Dix                   | Minister-resident                             | [ a ]             | [ a ]             |
| 21 | Albert Rhodes                 | Zaakgelastigde                                | 19 oktober 1866   | 1 december 1866   |
| 22 | Hugh Ewing                    | Minister-resident                             | 1 december 1866   | 31 oktober 1870   |
| 23 | Joseph P. Root                | Minister-resident                             | [ b ]             | [ b ]             |
| 24 | Charles T. Gorham             | Minister-resident                             | 15 december 1870  | 9 juli 1875       |
| 25 | Francis B. Stockbridge        | Minister-resident                             | [ c ]             | [ c ]             |
| 26 | James Birney                  | Minister-resident                             | 29 maart 1876     | 20 april 1882     |
| 27 | William L. Dayton, jr.        | Minister-resident                             | 26 september 1882 | 8 juni 1885       |
| 28 | Isaac Bell, jr.               | Minister-resident                             | 8 juni 1885       | 29 april 1888     |
| 29 | Robert B. Roosevelt           | Minister-resident                             | 10 augustus 1888  | 26 september 1888 |
| 29 | Robert B. Roosevelt           | Buitengewoon gezant en gevolmachtigd minister | 26 september 1888 | 17 mei 1889       |
| 30 | Samuel R. Thayer              | Buitengewoon gezant en gevolmachtigd minister | 24 mei 1889       | 7 augustus 1893   |
| 31 | William E. Quinby             | Buitengewoon gezant en gevolmachtigd minister | 11 augustus 1893  | 26 juli 1897      |
| 32 | Stanford Newel                | Buitengewoon gezant en gevolmachtigd minister | 19 augustus 1897  | 30 juni 1905      |
| 33 | David J. Hill                 | Buitengewoon gezant en gevolmachtigd minister | 15 juli 1905      | 1 juni 1908       |
| 34 | Arthur M. Beaupre             | Buitengewoon gezant en gevolmachtigd minister | 15 juni 1908      | 25 september 1911 |
| 35 | Lloyd Bryce                   | Buitengewoon gezant en gevolmachtigd minister | 16 november 1911  | 10 september 1913 |
| 36 | Henry van Dyke                | Buitengewoon gezant en gevolmachtigd minister | 15 oktober 1913   | 11 januari 1917   |
| 37 | John W. Garrett               | Buitengewoon gezant en gevolmachtigd minister | 11 oktober 1917   | 18 juni 1919      |
| 38 | William Phillips              | Buitengewoon gezant en gevolmachtigd minister | 23 april 1920     | 11 april 1922     |
| 39 | Richard M. Tobin              | Buitengewoon gezant en gevolmachtigd minister | 1 mei 1923        | 29 augustus 1929  |
| 40 | Gerrit John Diekema           | Buitengewoon gezant en gevolmachtigd minister | 20 november 1929  | 20 december 1930  |
| 41 | Laurits S. Swenson            | Buitengewoon gezant en gevolmachtigd minister | 29 april 1931     | 5 maart 1934      |
| 42 | Grenville T. Emmet            | Buitengewoon gezant en gevolmachtigd minister | 21 maart 1934     | 21 augustus 1937  |
| 43 | George A. Gordon              | Buitengewoon gezant en gevolmachtigd minister | 10 september 1937 | 16 juli 1940      |
| 44 | Anthony J. Drexel Biddle, jr. | Buitengewoon gezant en gevolmachtigd minister | 27 maart 1941     | 8 mei 1942        |
| 44 | Anthony J. Drexel Biddle, jr. | Buitengewoon en gevolmachtigd ambassadeur     | 8 mei 1942        | 1 december 1943   |
| 45 | Stanley K. Hornbeck           | Buitengewoon en gevolmachtigd ambassadeur     | 8 december 1944   | 7 maart 1947      |
| 46 | Herman B. Baruch              | Buitengewoon en gevolmachtigd ambassadeur     | 12 april 1947     | 26 augustus 1949  |
| 47 | Selden Chapin                 | Buitengewoon en gevolmachtigd ambassadeur     | 27 oktober 1949   | 30 oktober 1953   |
| 48 | H. Freeman Matthews           | Buitengewoon en gevolmachtigd ambassadeur     | 25 november 1953  | 11 juni 1957      |
| 49 | Philip Young                  | Buitengewoon en gevolmachtigd ambassadeur     | 27 juni 1957      | 20 december 1960  |
| 50 | John S. Rice                  | Buitengewoon en gevolmachtigd ambassadeur     | 6 mei 1961        | 27 mei 1964       |
| 51 | William R. Tyler              | Buitengewoon en gevolmachtigd ambassadeur     | 23 juni 1965      | 20 juni 1969      |
| 52 | J. William Middendorf II      | Buitengewoon en gevolmachtigd ambassadeur     | 9 juli 1969       | 10 juni 1973      |
| 53 | Kingdon Gould, jr.            | Buitengewoon en gevolmachtigd ambassadeur     | 18 oktober 1973   | 30 september 1976 |
| 54 | Robert J. McCloskey           | Buitengewoon en gevolmachtigd ambassadeur     | 22 oktober 1976   | 10 maart 1978     |
| 55 | Geri M. Joseph                | Buitengewoon en gevolmachtigd ambassadeur     | 6 september 1978  | 17 juni 1981      |
| 56 | William J. Dyess              | Buitengewoon en gevolmachtigd ambassadeur     | 2 september 1982  | 19 juli 1983      |
| 57 | L. Paul Bremer III            | Buitengewoon en gevolmachtigd ambassadeur     | 31 augustus 1983  | 25 augustus 1986  |
| 58 | John Shad                     | Buitengewoon en gevolmachtigd ambassadeur     | 24 juni 1987      | 23 februari 1989  |
| 59 | C. Howard Wilkins, jr.        | Buitengewoon en gevolmachtigd ambassadeur     | 13 juli 1989      | 11 juli 1992      |
| 60 | K. Terry Dornbush             | Buitengewoon en gevolmachtigd ambassadeur     | 16 maart 1994     | 28 juli 1998      |
| 61 | Cynthia P. Schneider          | Buitengewoon en gevolmachtigd ambassadeur     | 2 september 1998  | 17 juni 2001      |
| 62 | Clifford Sobel                | Buitengewoon en gevolmachtigd ambassadeur     | 6 december 2001   | 24 augustus 2005  |
| 63 | Roland Arnall                 | Buitengewoon en gevolmachtigd ambassadeur     | Mar 8, 2006       | 7 maart 2008      |
| 64 | James Culbertson              | Buitengewoon en gevolmachtigd ambassadeur     | 10 juli 2008      | 20 januari 2009   |
| 65 | Fay Hartog Levin              | Buitengewoon en gevolmachtigd ambassadeur     | 19 augustus 2009  | 1 september 2011  |
| 66 | Timothy M. Broas              | Buitengewoon en gevolmachtigd ambassadeur     | 19 maart 2014     | 12 februari 2016  |
| 67 | Adam Sterling                 | Zaakgelastigde                                | 12 februari 2016  | 29 juli 2016      |
| 68 | Shawn P. Crowley              | Zaakgelastigde                                | 29 juli 2016      | 10 januari 2018   |
| 69 | Pete Hoekstra                 | Buitengewoon en gevolmachtigd ambassadeur     | 10 januari 2018   | 17 januari 2021   |
| 70 | Marja Verloop                 | Zaakgelastigde                                | 17 januari 2021   | 4 juli 2022       |
| 71 | Aleisha Woodward              | Zaakgelastigde                                | 4 juli 2022       | 18 oktober 2022   |
| 72 | Shefali Razdan Duggal         | Buitengewoon en gevolmachtigd ambassadeur     | 19 oktober 2022   | 20 januari 2025   |
| 72 | Marcus Micheli                | Zaakgelastigde                                | 20 januari 2025   |                   |